# Понуждение к действиям сексуального характера в уголовном праве России
Понуждение к действиям сексуального характера в уголовном праве России — деяние, являющееся преступным согласно статье 133 Уголовного кодекса РФ. Уголовная ответственность устанавливается за склонение (понуждение) лица к вступлению в половую связь (половое сношение, мужеложество, лесбиянство и иные действия сексуального характера) путём шантажа, угрозы уничтожением, повреждением или изъятием имущества либо с использованием материальной или иной зависимости потерпевшего (потерпевшей).

## История
В советском уголовном праве норма, аналогичная ст. 133 УК РФ, впервые появилась 10 июля 1923 года, когда в действующий тогда УК РСФСР 1922 года была введена ст. 169-а, устанавливающая ответственность за понуждение женщины к вступлению в половую связь с лицом, в отношении которого женщина является материально или по службе зависимой. С принятием УК РСФСР 1926 года состав данной нормы был расширен: в него было, кроме половой связи, было включено и удовлетворение половой страсти в иной форме. С принятием УК РСФСР 1960 года уголовно-правовое регулирование в данной области изменений не претерпело: тождественная норма содержалась в ст. 118 данного акта.
Ещё в период действия данной нормы указывалось на её недостатки: в частности, указывалось на то, что в практике распространёнными являются случаи понуждения к вступлению в половую связь с использованием не только материальной или служебной, но и иной зависимости (например, падчерицы от отчима), угроз применения насилия в будущем, уничтожения или повреждения имущества, разглашения компрометирующих сведений; кроме того, указывалось, что в некоторых случаях потерпевшими от понуждения становились не только женщины, но и мужчины. Критики нормы отмечали, что она противоречит принципу равенства граждан перед законом: несмотря на отсутствие различий в содержании половой свободы мужчин и женщин, уголовно-правовой охраной от недобровольных (а не только от насильственных) посягательств охранялась лишь половая свободы женщин.
Исходя из этого, законодатель сформулировал состав ст. 133 УК РФ более широко, исключив указание на пол потерпевшего и дополнив перечень возможных способов совершения деяния.
В период действия УК РФ 1996 года содержательные изменения были внесены в статью лишь Федеральным законом от 29.02.2012 № 14-ФЗ, который ввёл новый квалифицирующий признак данного деяния — совершение его в отношении несовершеннолетнего потерпевшего. Прочие изменения (ФЗ от 08.12.2003 N 162-ФЗ, от 06.05.2010 N 81-ФЗ, от 07.12.2011 № 420-ФЗ) затрагивали лишь санкцию статьи.

## Состав преступления

### Объект преступления
Основным непосредственным объектом понуждения к действиям сексуального характера является половая свобода (право по своему выбору вступать в половые отношения с определённым партнёром).
Дополнительными факультативными объектами могут выступать также честь и достоинство потерпевших, общественные отношения собственности, иные права и интересы потерпевших (например, трудовые).
Потерпевшим может быть любое лицо, как мужчина, так и женщина. Не исключается возможность признания потерпевшими от данного преступления несовершеннолетних или малолетних лиц (квалифицированный состав).
При использовании материальной или иной зависимости для совершения преступления потерпевшим может быть лицо, находящееся в такой зависимости.
В теории уголовного права выделяют два вида зависимости: вертикальную и горизонтальную. Вертикальная зависимость предполагает различие социального статуса доминирующего и зависимого лица, которое предполагает либо возможность применения к зависимому лицу негативных мер различного характера, ограничивающих его волю или поступки (подчиннённый — начальник; подсудимый — следователь), либо возможность поставления зависимого лица в ситуацию, когда оно не может полноценно реализовывать свои потребности (например, материальная зависимость, вытекающая из факта иждивения). При горизонтальной зависимости доминирующее и зависимое лицо имеют равный социально-правовой статус (супруги, солдаты в воинской части, осуждённые в колонии), однако реально сложившиеся отношения носят характер доминирования одного лица над другим. Оба вида зависимости могут использоваться для понуждения к действиям сексуального характера.
Материальная зависимость может быть связана с нахождением потерпевшего на иждивении у виновного лица. Иная зависимость, как правило, является следствием служебной подчинённости или подконтрольности одного лица другому (например, такая зависимость имеется в отношениях начальник — подчинённый, студент — преподаватель, спортсмен — тренер, врач — пациент и др.).

### Объективная сторона преступления
Преступление совершается в форме действия, которым выступает понуждение потерпевших к вступлению в сексуальные отношения. Понуждение может совершаться как при непосредственном контакте, так и с использованием средств связи, в том числе в письменной форме, и заключается в том, что потерпевший ставится перед выбором: претерпеть ущерб своим правам и законным интересам либо вступить в сексуальный контакт с виновным. Не имеет значения момент реализации угрозы: понуждающий может сообщить о намерении совершить причиняющие ущерб действия немедленно или в будущем.
Т. В. Кондрашова высказывает мнение, согласно которому адресат угроз (либо зависимое лицо) и лицо, с которым виновный намеревается вступить в сексуальный контакт, не обязательно должны совпадать: угрозы могут быть направлены и на лицо, являющееся для потерпевших близким, то есть такое лицо, чьи интересы потерпевшим небезразличны настолько, что они готовы пожертвовать собственной половой свободой. Другие учёные указывают, что использоваться должна материальная или иная зависимость именно потерпевших, а не иных лиц (например, родственников или близких). Понуждение к вступлению в половую связь путём оказания давления на таких лиц не образует состава преступления .
Уголовно-правовое значение имеет способ совершения деяния, которым может выступать шантаж, угроза уничтожением, повреждением или изъятием имущества либо использование материальной или иной зависимости потерпевших.
Под шантажом понимается угроза распространить сведения, которые каким-либо образом порочат, компрометируют потерпевших, либо огласка которых способна повлечь нежелательные для них последствия. Таковыми могут являться, например, сведения, способные вызвать негативную оценку (моральную или правовую) потерпевшего обществом. При этом не имеет значения, являются разглашаемые сведения истинными или ложными.
Угроза уничтожением, повреждением или изъятием имущества представляет собой явно выраженное намерение причинить имущественный ущерб потерпевшему соответствующим способом. Под уничтожением понимается приведение имущества в такое состояние, что оно полностью утрачивается, либо не может быть использовано по своему прямому назначению без экономически несоразмерных затрат на его восстановление. При повреждении имущества утрачивается возможность использования его по назначению полностью или частично, однако восстановление имущества является возможным и экономически целесообразным. Угроза уничтожением или повреждением имущества может касаться как всего имущества потерпевших, так и его части. Изъятие имущества может полным или частичным, временным или постоянным.
Использование материальной или иной зависимости предполагает угрозу совершить определённые действия в отношении зависимого лица, которые приведут к ущемлению его законных прав и интересов: уменьшение заработной платы, увольнение, создание препятствий в продвижении по службе или в прохождении учёбы, лишение жилья, неправомерное привлечение к ответственности и т. д. Данная угроза может высказываться прямо или следовать из обстановки, в которую поставлены потерпевшие, сложившегося уклада взаимоотношений между понуждающим и потерпевшими.
Для признания деяния преступным необходимо установить не только факт наличия зависимости и факт вступления в половую связь, но и обстоятельства, свидетельствующие о использовании зависимости для понуждения потерпевшего.
Данный перечень способов совершения деяния является исчерпывающим: понуждение к вступлению в половые отношения иными способами, не предусмотренными ст. 133 УК РФ (например, угроза распространением сведений, не порочащих потерпевшего, но составляющих его личную тайну, обещание жениться, угроза самоубийством и т. д.), не образует состава данного преступления. Способом совершения данного преступления не может выступать также насилие или угроза насилия, подразумевающая возможность применения насилия непосредственно в случае отказа от полового контакта, так как деяния такого рода рассматриваются законом как изнасилование (ст. 131 УК РФ) или насильственные действия сексуального характера (ст. 132 УК РФ). Угроза убийством или причинением тяжкого вреда здоровью в будущем также не образует состава данного преступления, однако может влечь за собой ответственность по ст. 119 УК РФ. Угроза причинением менее тяжкого вреда здоровью в будущем с целью понудить лицо к вступлению в сексуальные отношения не образует состава преступления.
Назойливые и циничные предложения вступить в половую связь, неприличные намёки и другие подобные действия (так называемое «сексуальное домогательство») не рассматриваются российским уголовным правом как преступные действия.
Не может рассматриваться как понуждение к действиям сексуального характера предложение каких-либо благ или льгот (материальных или связанных, например, с общим покровительством) лицу, находящемуся от предлагаемого в материальной или иной зависимости, за вступление в половой контакт, так как при этом отсутствует какое-либо понуждение, а также не ущемляются описанными в ст. 133 УК РФ способами интересы зависимого лица. Противоположную точку зрения высказывал А. А. Пионтковский, который считал, что «понуждение женщины может быть совершено и путём применения угроз, и путём обещания каких-либо выгод», однако в настоящее время подобные действия не считаются преступными. Т. В. Кондрашова отмечает, что совершение сексуальных действий за вознаграждение является проституцией, а не понуждением к действиям сексуального характера.
Также не могут рассматриваться как понуждение обещания выполнить действия, являющиеся реализацией прав лица, предоставленных ему законом или иными актами (например, возбуждение производства по делу о реально совершённом правонарушении), обман или злоупотребление доверием (например, заведомо ложное обещание вступить в брак).
Состав формальный, установление наступления каких-либо последствий для привлечения к ответственности не требуется. Однако для того, чтобы деяние не было признано малозначительным, угроза причинения вреда интересам потерпевших должна носить достаточно существенный характер, быть связанной с причинением значимого ущерба их интересам. Деяние окончено непосредственно с момента совершения противоправных действий, направленных на склонение к вступлению в сексуальный контакт, независимо от их успешности (в частности, от наличия согласия или отказа потерпевшего лица на их совершение). Фактическое осуществление такого контакта находится за пределами состава данного деяния.

### Субъект преступления
Субъект данного преступления, если оно совершается путём шантажа либо угрозы уничтожением, повреждением или изъятием имущества, общий: вменяемое физическое лицо, достигшее возраста 16 лет. При использовании материальной или иной зависимости субъект специальный: это лицо, исполняющее доминирующую роль в отношениях зависимости в силу должностного или служебного положения, родственных отношений или иных факторов.
Субъектом признаётся именно то лицо, которое осуществляло понуждение к вступлению в сексуальную связь описанными в законе способами, независимо от того, само ли оно воспользовалось результатами понуждения или осуществляло эти действия в интересах третьего лица. Если действия совершаются в интересах третьего лица, оно несёт ответственность лишь если является организатором, подстрекателем или пособником данного преступления. В связи с этим высказываются предложения о включении непосредственного осуществления недобровольных действий сексуального характера в состав ст. 133 УК (при этом неудавшееся понуждение к подобным действиям будет рассматриваться как покушение на преступление).

### Субъективная сторона преступления
Данное деяние совершается только с прямым умыслом. Виновное лицо осознаёт, что согласие потерпевшей на вступление в половую связь не является в полной мере добровольным и обусловлено боязнью реализации угроз или ухудшения своего положения вследствие использования виновным материальной или иной зависимости, и желает получить такое согласие.
Мотивы преступления в законе не раскрываются. Как правило, они носят сексуальный характер, но могут быть и иными (например, хулиганскими или связанными с местью).

## Квалифицирующие признаки
Квалифицирующим признаком (ч. 2 ст. 133) признаётся совершение деяния в отношении несовершеннолетнего (несовершеннолетней). Данный признак был введён Федеральным законом от 29.02.2012 № 14-ФЗ.
В качестве основного непосредственного объекта деяния, предусмотренного ч. 2 ст. 133 УК РФ, помимо половой свободы, может выступать половая неприкосновенность лица. Половая неприкосновенность рассматривается как объект преступления применительно к потерпевшим, не достигшим 16-летнего возраста. Кроме того, совершение описанных в ст. 133 УК РФ действий в отношении несовершеннолетнего потерпевшего посягает также на интересы нормального психического и физического развития несовершеннолетних. Это дополнительный непосредственный объект данного преступления.

## Квалификация и отграничение от других составов преступлений
Реальное выполнение угрозы при шантаже, если оно связано с распространением заведомо ложных сведений, может быть квалифицировано как клевета (ст. 1281 УК РФ). При наличии признаков соответствующих деяний реальное выполнение угрозы уничтожением, повреждением или изъятием имущества может быть квалифицировано как грабёж (ст. 161 УК РФ), разбой (ст. 162 УК РФ), неправомерное завладение автомобилем или иным транспортным средством без цели хищения (ст. 166 УК РФ), умышленное уничтожение или повреждение имущества (ст. 167 УК РФ), самоуправство (ст. 330 УК РФ).
Фактическое использование материальной или иной зависимости потерпевшего для ущемления его законных интересов может квалифицироваться (при наличии признаков соответствующих составов преступлений) по ст. 145.1 (невыплата заработной платы, пенсий, стипендий, пособий и иных выплат), ст. 201 (злоупотребление полномочиями), ст. 285 (злоупотребление должностными полномочиями), ст. 286 УК РФ (превышение должностных полномочий) и др..
С принятием Федерального закона от 29.02.2012 № 14-ФЗ, включившего в ст. 131 примечание, согласно которому лицо, не достигшее 12-летнего возраста, при посягательствах на его половую неприкосновенность во всех случаях должно признаваться находящимся в беспомощном состоянии, фактически исключается возможность квалификации по ст. 133 УК РФ понуждения к действиям сексуального характера таких лиц.
Фактическое совершение полового сношения, мужеложства, лесбиянства или иных действий сексуального характера с лицом, не достигшим 16-летнего возраста, может квалифицироваться по ст. 134 и 135 УК РФ.

## Санкция
Санкция ч. 1 ст. 133 носит альтернативный характер и предусматривает назначение одного из следующих наказаний: штраф в размере до 120 тысяч рублей или в размере заработной платы или иного дохода осужденного за период до 1 года, либо обязательные работы на срок до 480 часов, либо исправительные работы на срок до 2 лет, либо принудительные работы на срок до 1 года, либо лишение свободы на срок до 1 года. Данное деяние, таким образом, относится к преступлениям небольшой тяжести.
Санкция ч. 2 ст. 133 также носит альтернативный характер и предусматривает назначение одного из следующих основных наказаний: принудительные работы на срок до 6 лет либо лишение свободы на срок до 5 лет. В качестве дополнительного наказания может назначаться лишение права занимать определённые должности или заниматься определённой деятельностью на срок до 3 лет. Данное деяние относится к категории преступлений средней тяжести.